# Enna-Dagan
Enna-Dagan, qui a régné vers 2350 av. J.-C., est un lugal (roi) du deuxième royaume Mariote. Il est connu pour sa lettre intimidante au roi d'Ebla Irkab-Damu, retrouvée dans les archives de celui-ci,,. La lettre d'Enna-Dagan est extrêmement difficile à déchiffrer et les premiers essais ont présenté l'auteur comme un général d'Ebla qui a vaincu et déposé Iblul-Il. Cependant, de nouvelles lectures ont confirmé Enna-Dagan en tant que roi de Mari et un déchiffrement ultérieur des archives d'Ebla a démontré qu'Enna-Dagan a reçu des dons d'Ebla en tant que prince de Mari pendant le règne de ses prédécesseurs mariotes,, Iblul-Il puis Nizi. La lettre contient la liste de ses prédécesseurs et de leurs victoires sur Ebla.

## Voir également
- Guerre Eblaite-Mariote